# Producción (economía)

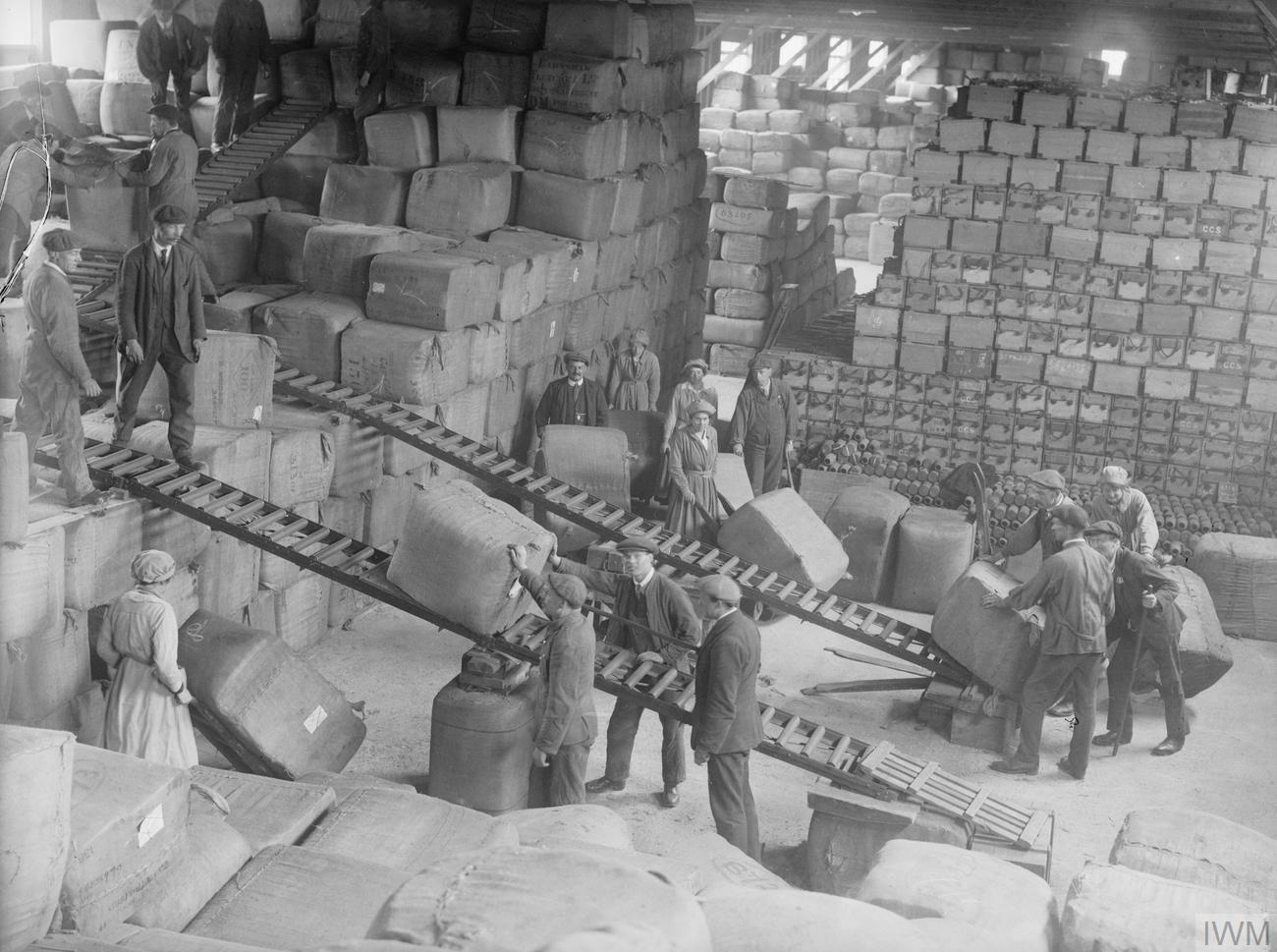
Producción de ropa en Gran Bretaña entre 1914 y 1918. Trabajadores apilando bultos de ropa con el uso de una máquina dentada, en el departamento de ropa del Ejército Británico en Watford, Hertfordshire

Desde el punto de vista de la economía, la producción es la actividad que aporta valor agregado por creación y suministro de bienes y servicios, es decir, consiste en la creación de productos o servicios y, al mismo tiempo, la creación de valor. 
También por producción, en un sentido amplio, entendemos el incorporar utilidades nuevas a las cosas, no solamente la generación de producto con cualidades distintas a su origen, es decir, modificaciones a su estructura natural del factor que le otorga un nuevo uso. Es la actividad que se desarrolla dentro de un sistema económico.  Más específicamente, se trata de la capacidad que tiene un factor productivo para crear determinados bienes en un periodo determinado. El concepto de producción parte de la conversión o transformación de uno o más bienes en otros diferentes. Se considera que dos bienes son diferentes entre sí cuando no son completamente intercambiables por todos los consumidores.
El concepto económico de producción engloba un rango de actividades más amplio que el que comprende el concepto genérico de producción del lenguaje corriente. Producción es la elaboración o la fabricación de los objetos físicos, pero también la provisión de servicios (médicos sanitarios, enseñanza; espectáculos; restaurantes; etc.). En la actualidad, los servicios constituyen la mayor parte de la producción total de los países industrializados. Así en un sentido económico, el término engloba todas aquellas actividades que no son estrictamente de consumo.

## Clases de procesos productivos

### Según la continuidad del proceso productivo
Se distingue entre producción continua y producción intermitente.

#### Producción continua
El proceso productivo tiene lugar a través de un flujo interrumpido en el tiempo. Es el propio de procesos productivos en los que, como en los altos hornos, las interrupciones son muy costosas, o bien de procesos productivos en los que la producción se realiza en serie, aunque en este último caso, es posible también, sin grandes costes suplementarios, la producción intermitente.
La producción continua tiene las siguientes ventajas:
- Costes unitarios de fabricación menores, por la existencia de economías de escalas de financiamiento.
- La obtención del producto puede realizarse en un tiempo menor.
- Permite una mejor gestión de los inventarios, evitando las roturas de inventario y reduciendo o incluso eliminando los stocks necesarios para llevar a buen puerto el proceso productivo.

Sin embargo, la producción continua exige una mayor inversión, ya que son necesarios equipos especializados.

#### Producción intermedia
Se orienta a fabricar lotes pequeños pero con la capacidad de fabricar variedades o gamas. Los operadores poseen las capacidades y habilidades para fabricar varios productos. Las máquinas se distribuyen en áreas agrupadas en grupos similares; y los trabajos o productos siguen rutas diferentes.

### Atendiendo a la forma de producción
Se distingue entre producción en serie y producción por encargo, según la actividad productiva se realice en cadena, sin atender a los requerimientos de un cliente concreto, o de forma individualizada.
Las características del mercado actual provocan que esta distinción se difumine, puesto que es posible realizar una programación del proceso productivo en el que, sin perder las ventajas de la producción en serie, se atienda a los deseos concretos de un determinado cliente.

### Según la gama de productos obtenidos
- Producción simple. Se obtiene un único producto.
- Producción múltiple. Se obtiene más de un producto. Se distingue entre:
  - Producción independiente: Los distintos productos salen de cadenas de fabricación totalmente independientes.
  - Producción compuesta o conjunta: De un mismo proceso se obtiene más de un producto, o al menos parte del proceso es común a más de un producto.
  - Producción alternativa: Algunos factores de producción pueden ser aplicados alternativamente a más de un producto, pero no a la vez, sino con carácter alternativo.

pero también existen la : 
Producción por proyectos
La producción por proyectos es un tipo de proceso productivo en el que se fabrican bienes o servicios únicos y personalizados, generalmente a gran escala y con un tiempo de ejecución determinado. Este enfoque se emplea en sectores como la construcción, la ingeniería, la industria aeroespacial y el desarrollo de software.
Características de la producción por proyectos: 
- Personalización: Cada producto es único y adaptado a las necesidades del cliente o del proyecto.
- Tiempo definido :La producción tiene un inicio y un fin programado, lo que requiere una planificación detallada.
- Alta especialización : Se necesitan profesionales con conocimientos específicos según el tipo de proyecto.
- Uso intensivo de recursos : Puede requerir grandes inversiones de capital, materiales y mano de obra calificada.
- Ejecución en fases : Generalmente, el proceso se divide en etapas, como planificación, diseño, ejecución y entrega.

## Capacidad de producción

Frontera de posibilidades de producción básica

La capacidad de producción es el nivel de actividad máximo que puede alcanzarse con una estructura productiva dada. El estudio de la capacidad es fundamental para la gestión empresarial en cuanto permite conocer y analizar el grado de uso de cada uno de ellos en la organización y así tener oportunidad de optimizarlos. Un modelo usual es representar la capacidad de producción es la llamada frontera de posibilidades de producción.
Los incrementos y disminuciones de la capacidad productiva provienen de decisiones de inversión o desinversión (por ejemplo, la adquisición de una máquina adicional). Cuando una línea de producción está formada por varias máquinas o estaciones de trabajo, la capacidad de producción de la planta está determinada por la máquina o la estación más lenta (la que tenga una menor capacidad de producción). Se llama balance de línea al proceso mediante el cual se determina la cantidad de máquinas y herramientas por estación de trabajo, para lograr que todas ellas estén bastante equilibradas, con lo que se evitan desperdicios.
En una economía nacional, se considera que una economía es capaz de producir diferentes cantidades de bienes y servicios según el uso que haga. Se denomina frontera de posibilidades de producción a las combinaciones posibles cuando todos los recursos productivos son usados al máximo de su capacidad.